# Elsa Rendschmidt
Elsa Rendschmidt (* 11. Januar 1886 in Berlin; † 9. Oktober 1969 in Celle) war eine deutsche Eiskunstläuferin, die im Einzellauf startete.
Bei den Olympischen Spielen 1908 in London gewann Rendschmidt als erste deutsche Frau überhaupt eine Olympiamedaille. Sie startete für den Berliner Schlittschuh-Club.
Neben der olympischen Silbermedaille 1908 hinter Madge Syers und zwei Vizeweltmeistertiteln 1908 und 1910 hinter Lily Kronberger, feierte Rendschmidt ihren größten Erfolg auf nationalem Terrain: 1911 gewann sie die erstmals ausgetragene deutsche Meisterschaft im Eiskunstlaufen der Damen.
Am 1. Februar 2006 wurde ein vorher namenloser Fußweg im Berliner Bezirk Charlottenburg-Wilmersdorf nach Elsa Rendschmidt benannt, der vom heutigen Heim ihres alten Vereins Berliner Schlittschuhclub zum S-Bahnhof Pichelsberg führt.

## Ergebnisse
| Wettbewerb/Jahr          | 1906 | 1907 | 1908 | 1909 | 1910 | 1911 |
| ------------------------ | ---- | ---- | ---- | ---- | ---- | ---- |
| Olympische Winterspiele  |      |      | 2.   |      |      |      |
| Weltmeisterschaften      | 4.   | 4.   | 2.   |      | 2.   |      |
| Deutsche Meisterschaften |      |      |      |      |      | 1.   |